# Beni Mester
Beni Mester là một đô thị thuộc tỉnh Tlemcen, Algérie. Dân số thời điểm năm 2008 là 18.651 người.